# Flavio Chigi (1810-1885)
Pour les articles homonymes, voir Chigi et Flavio Chigi.
Flavio Chigi (né le 31 mai 1810 à Rome et mort le 15 février 1885 à Rome) est un cardinal italien du XIXe siècle.

## Biographie
Flavio Chigi vient d'une famille de banquiers de Sienne. Il est nommé archevêque titulaire de Myre (de) en 1856 et nonce apostolique en Bavière et consacré par Le pape Pie IX avec comme co-consécrateurs  (it) et Giuseppe Palermo. En 1861 il est envoyé comme nonce apostolique en France :  en 1868, à Lille, les murs du chœur de Notre-Dame de LaTreille sont assez élevés pour recevoir une toiture provisoire, aussi, en juillet 1869, le chœur est-il inauguré en présence de Mgr Chigi.
Le pape Pie IX le crée cardinal-prêtre lors du consistoire du 22 décembre 1873. Il est camerlingue du Sacré Collège en 1881. Il participe au conclave de 1878, lors duquel Léon XIII est élu.
Flavio Chigi est un parent du pape Alexandre VII. Les autres cardinaux de la famille Chigi sont Flavio Chigi (1631-1693), Sigismondo Chigi (1667) et Flavio Chigi (1711-1771).

## Succession apostolique
Flavio Chigi a ordonné les évêques suivants :
- Évêque Ignatius von Senestrey (1858)
- Évêque Antoine Boutonnet (1862)
- Évêque Neal McCabe (en), C.M. (1868)
- Cardinal Camillo Siciliano di Rende (1878)
- Cardinal Fulco Luigi Ruffo-Scilla (1878)
- Évêque Sigismondo Brandolini Rota (it) (1879)
- Cardinal Włodzimierz Czacki (1879)
- Évêque Lodovico Caracciolo di Castagneta (1883)